# Maria Gracia Turgeon
Maria Gracia Turgeon (* 20. Jahrhundert) ist eine kanadische Filmproduzentin mit dem Schwerpunkt Kurzfilme.
Turgeon stammt aus der Stadt Sherbrooke in Québec. Ihre Tätigkeit im Filmgeschäft begann sie in Montreal bei der Produktionsfirma Item 7, wo sie nach eigener Aussage alle nötigen Grundlagen lernte.
Turgeon machte 2013 einen Bachelorabschluss in den Bereichen Communication/Cultural und Media Production Strategies an der Université du Québec à Montréal. 2021 erhielt sie den Emerging Talent Prize des Graduate Council der Fakultät für Kommunikation und wurde für ihre Verdienste im Filmbereich geehrt. Derzeit ist sie mit der Entwicklung von Spielfilmen beschäftigt.
Turgeon war 2015 mit Annick Blanc Begründerin der Produktionsfirma Midi La Nuit. Seither war sie an der Produktion mehrerer Kurzfilme beteiligt. Bei der Oscarverleihung 2019 war sie gemeinsam mit dem Regisseur Jeremy Comte für Fauve für den Oscar in der Kategorie Bester Kurzfilm nominiert. Der Film erhielt auch Short Film Special Jury Award beim Sundance Film Festival 2018.
Der von ihr mitproduzierte Film Brotherhood, ein arabischsprachiger, international koproduzierter Kurzfilm, inszeniert von Meryam Joobeur, wurde bei der Oscarverleihung 2020 in der gleichen Kategorie nominiert. 2019 gewann der Film den Prix Jutra als bester Kurzfilm.
2019 gewann sie einen Canadian Screen Award. Ihre Filme werden international auf verschiedenen Festivals aufgeführt und sind vielfach preisgekrönt.

## Filmografie (Auswahl)
- 2017: Pre-Drink
- 2018: Fauve (Kurzfilm)
- 2018: Brotherhood (Kurzfilm)
- 2018: The Colour of Your Lips